# Liste d'accidents aériens en 2024
Pour des articles plus généraux, voir Liste de listes d'accidents aériens et 2024 en aéronautique.
Voici liste non exhaustive des accidents et incidents aériens en 2024.
302 personnes au total ont perdu la vie en 2024 lors d'une catastrophe aérienne (hors charters, aviation d'affaires et aviation militaire). Ce qui en fait le bilan le plus lourd depuis 2018 (518 morts).

## Janvier
- 2 janvier : 

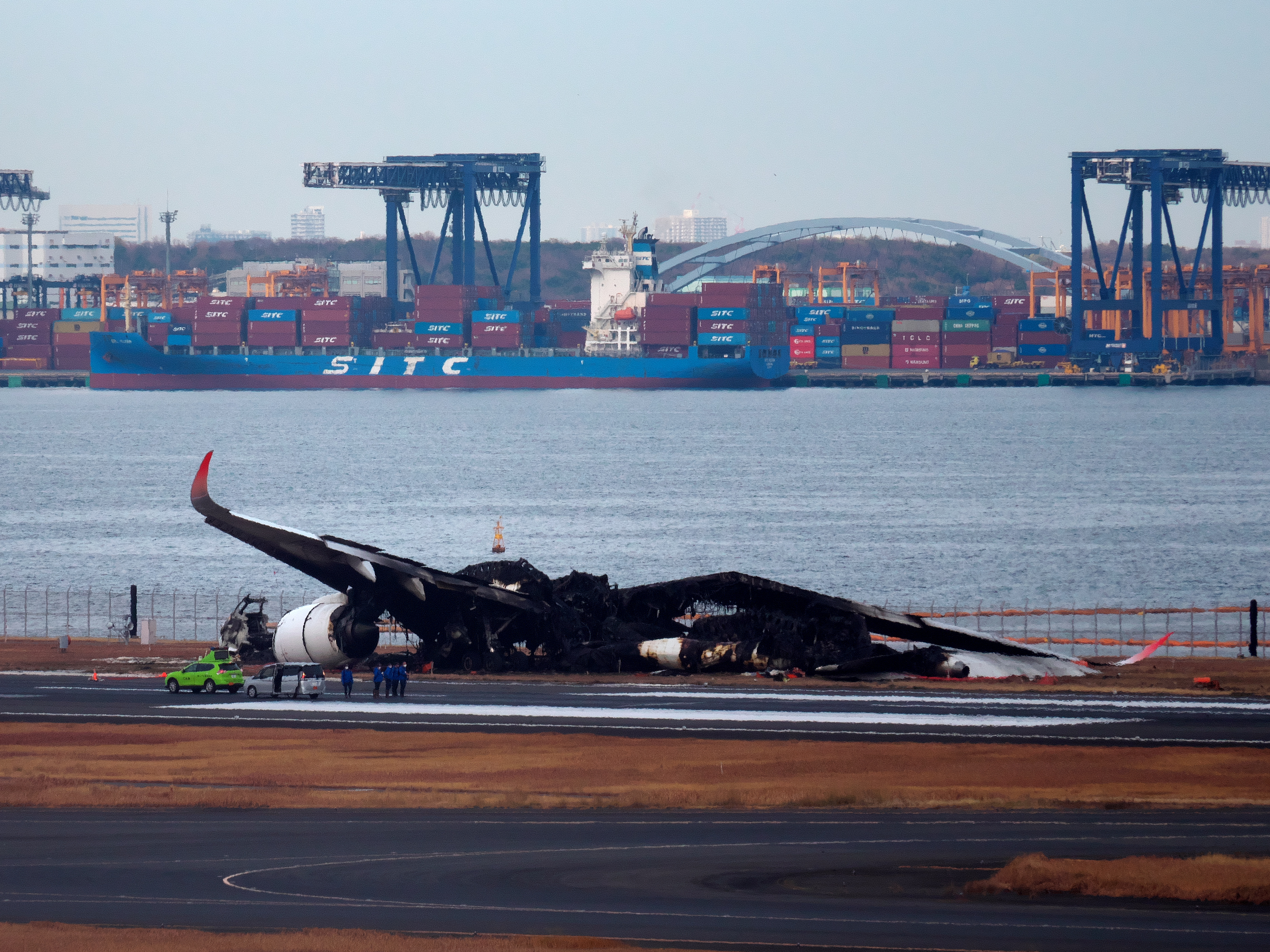
Épave de l'Airbus 350 détruit le 2 janvier 2024 dans la collision de l'aéroport de Tokyo-Haneda.

  - une collision au sol entre un Airbus A350-900 de la Japan Airlines et un Dash 8 de la garde côtière du Japon à l'aéroport international de Tokyo-Haneda au Japon fait 5 morts[2].
  - un hélicoptère d'attaque Mil Mi-28NE de l'armée ougandaise s'écrase sur une maison d'un village près de Fort Portal en Ouganda. Les deux pilotes et une personne au sol sont mortes[3].
- 3 janvier : un hélicoptère de transport Mil Mi-17 de la force aérienne birmane est abattu par la Kachin Independence Army. Les sept occupants à bord sont morts[4].
- 4 janvier : 
  - un avion de tourisme Bellanca Viking (en) s'écrase en mer après son décollage de l'ile de Bequia à Saint-Vincent-et-les-Grenadines à la suite d'une panne de moteur. Les quatre occupants, le pilote, l'acteur Christian Oliver et ses deux filles[5], sont morts[6].
  - un bombardier B-1B Lancer du 28th Bomb Wing de l’US Air Force s’écrase alors qu’il tente d’atterrir sur la base aérienne d’Ellsworth dans le Dakota du Sud, à l’issue d’un vol d’entraînement. Les quatre membres de son équipage s’éjectent avant l’impact, lequel a provoqué une explosion, suivie par un incendie[7].
- 5 janvier : le Boeing 737 Max 9 assurant le vol Alaska Airlines 1282, un vol intérieur reliant Portland à Ontario, aux États-Unis, doit effectuer un atterrissage d'urgence après avoir perdu une porte d’évacuation d’urgence en plein vol[8].
- 9 janvier : 
  - un avion d'entrainement Soukhoï Su-22M4 de la force aérienne vietnamienne s'écrase dans le district rural de Điện Bàn au Vietnam blessant légèrement une personne au sol. Les deux pilotes se sont éjectés[9].
  - un hélicoptère de transport Mil Mi-8MTV-1 opérant pour l'Organisation des Nations unies en Somalie effectue un atterrissage d'urgence — soit à cause d'une panne moteur, soit à cause de tirs — dans un village de la région de Galguduud. Six des neuf occupants sont capturés par le Harakat al-Chabab al-Moudjahidin, un est assassiné et deux portés disparus. L'hélicoptère est incendié[10].
- 15 janvier : un bombardier d'eau Thrush S-2R-T percute un poteau et s'écrase sur une route en voulant lutter contre un départ de feu à proximité de l'aéroport de Panguilemo au Chili près de la ville de Talca. Le pilote espagnol de 58 ans est mort et quatre personnes au sol sont blessées[11].
- 14 janvier : un avion-radar Beriev A-50U et un poste de commandement aéroporté Iliouchine Il-22 de la force aérienne russe sont attaqués par des missiles au-dessus de la mer d'Azov[12]. Le premier est abattu avec onze ou douze personnes à bord et le second doit effectuer un atterrissage d'urgence sur l'aéroport d'Anapa. La force aérienne ukrainienne est créditée de l'attaque[13].
- 16 janvier : un avion d'attaque au sol FTC-2000G de la force aérienne birmane est abattu par un missile sol-air très courte portée FN-6 de l'Armée pour l'indépendance kachin dans l'État Shan en Birmanie. Les deux pilotes sont tués[14].
- 17 janvier : un hélicoptère de transport Mil Mi-8MTV de la force aérienne kirghize s'écrase sur la base aérienne Frunze-1 à Bichkek pendant un entraînement. Un militaire est mort et dix autres blessés dont quatre grièvement[15].
- 18 janvier : un Fokker F50 de Jetways Airlines s'écrase à l'atterrissage à El-Barde, Bakool, en Somalie, tuant son commandant de bord[16].
- 20 janvier : un avion d'affaires Dassault Falcon 10 immatriculé en Russie s'écrase dans le district de Kuran wa Munjan en Afghanistan. Selon la Russie, il s'agit d'un vol médicalisé emportant 6 personnes partant de l'aéroport de Pattaya-U-Tapao en Thaïlande, et ayant fait une escale a Gaya (Inde) à destination de Tachkent (Ouzbékistan)[17]. L'avion serait immatriculé au nom de la société russe Athletic Group et semblerait avoir été lié à Gazprom ; deux personnes sont mortes[18],[19].Épave du Jetstream 32 s'étant écrasé le 23 janvier au Canada.

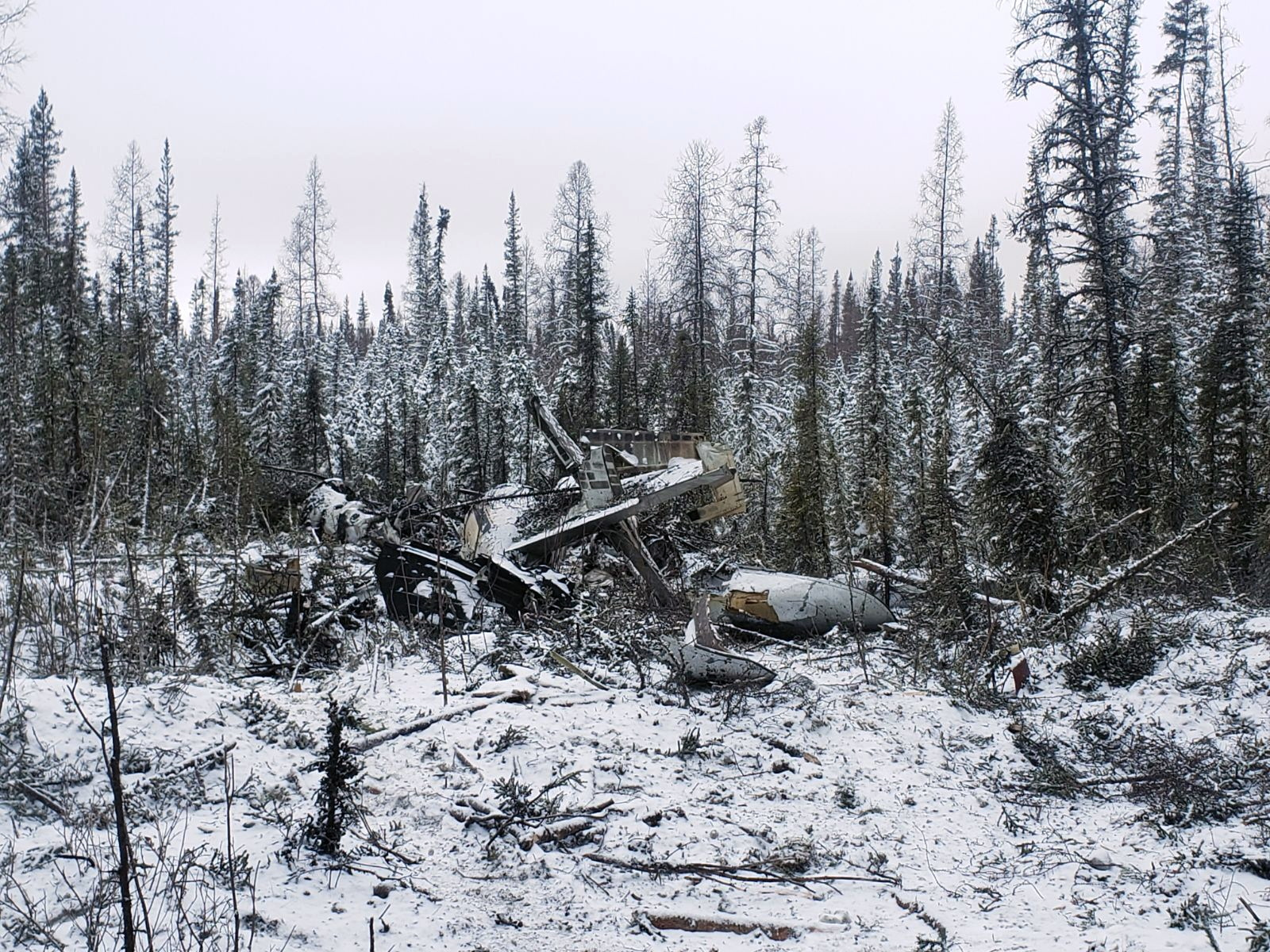
Épave du Jetstream 32 s'étant écrasé le 23 janvier au Canada.

- 23 janvier : un avion de ligne régional BAe 3212 Jetstream 32 de Northwestern Air s’écrase juste après son décollage de Fort Smith dans les Territoires du Nord-Ouest, tuant 10 des 11 personnes à bord. Il y a un seul survivant parmi les passagers[20].
- 24 janvier : un avion de transport militaire Iliouchine Il-76 de la force aérienne russe s'écrase dans l'Oblast de Belgorod. Les autorités russes déclarent — avec les réserves qu'il convient d'avoir sur une éventuelle propagande — qu'il transportait 65 prisonniers de guerre de l'armée ukrainienne, six membres d'équipage et trois accompagnateurs. Le président de la Douma déclare qu'il a été abattu par un missile ukrainien[21].
- 29 janvier : un hélicoptère Eurocopter AS 365N2 Dauphin II de la force aérienne birmane s'écrase au décollage à Thingannyinaung prés de la ville de Myawaddy. Cinq militaires dont un général de brigade sont morts, un sixième à survécu. La résistance Karen déclare l'avoir abattu[22].
- 31 janvier : un F-16 de la 8th Fighter Wing de l'USAF est en difficulté au-dessus de la côte sud-ouest de la Corée du Sud conduisant le pilote à s'éjecter. L’avion s’est alors écrasé dans la mer Jaune[23].

## Février

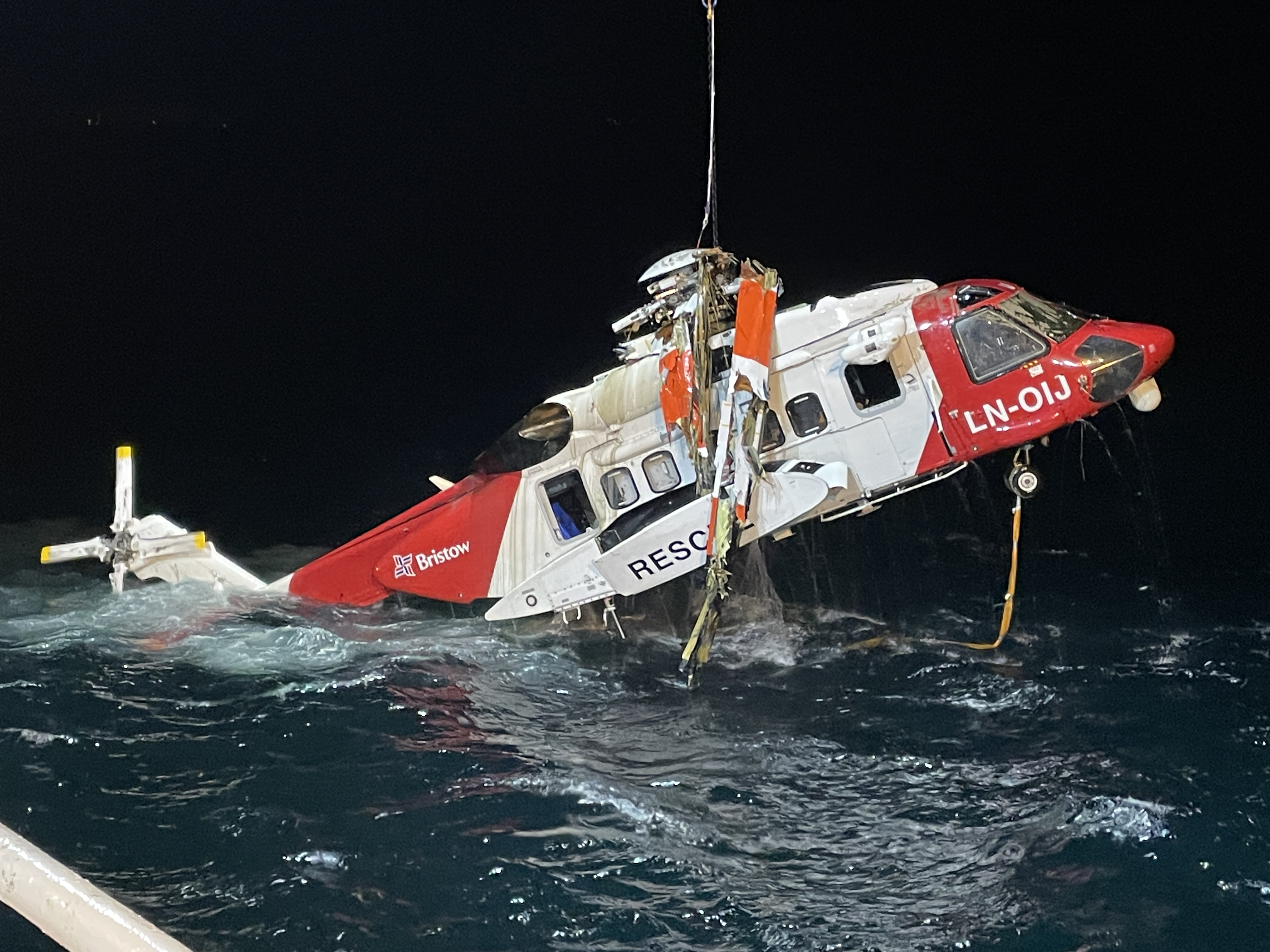
Récupération de l’épave du Sikorsky S-92A de Bristow Norway AS s'étant accidenté en mer du Nord le 28 février 2024.

- 1er février : un avion léger Beechcraft Bonanza s'écrase sur un mobile home à Clearwater (Floride). Le pilote et deux personnes au sol meurent[24].
- 3 février : 
  - un hélicoptère Sikorsky S-70i de la police turque s'écrase dans le district de Nurdağı dans le sud de la Turquie. Deux policiers sont morts et un passager est blessé[25].
  - lors de la maintenance d'un avion d'entrainement HAL HJT-16 Kiran de la force aérienne indienne sur la Hakimpet Air Force Station (en) situé dans l'état de Telangana, un siège éjectable se déclenche accidentellement tuant un officier[26].
- 4 février : un hélicoptère Mil Mi-8MTV-1 du Ministère des Situations d'urgence russe s'écrase dans le lac Onega en Carélie. Les trois membres d'équipages périssent[27].
- 5 février : un hélicoptère Sikorsky UH-60L Black Hawk de l'Armée nationale colombienne s'écrase à Unguía alors qu'il se préparait à atterrir. Quatre des sept militaires à bord meurent[28].
- 6 février : l'hélicoptère léger Robinson R44 Raven II immatriculé CC-PHP (numéro de série 11776)[29] piloté par l'ancien président Chilien Sebastián Piñera s'écrase dans le lac Ranco lorsqu'il a perdu le contrôle à cause des fortes pluies. Son corps a été retrouvé à l'intérieur de l’appareil à 40 mètres de profondeur. Les trois autres passagers à bord ont survécu.
- 7 février :
  - un hélicoptère de transport Mil Mi-171 des Forces aériennes algériennes s'écrase vers 21 h près de l’aéroport d'El Goléa. Les trois occupants sont morts[30].
  - une montgolfière heurte une ligne à haute tension dans le village d'Assouréti, situé dans la municipalité de Tetritskaro en Géorgie. La montgolfière est détruite et les trois occupants sont morts[31].
  - Vladislav Rykov de la 299e brigade d'aviation tactique ukrainienne, un pilote connu sur les réseaux sociaux ayant fait 385 sorties, meurt lorsque son Soukhoï Su-25 est abattu au combat par les forces russes[32].
- 9 février :
  - un hélicoptère privé Eurocopter EC130 B4 s'écrase dans le désert des Mojaves en Californie. Les 6 occupants dont le directeur général de la banque nigériane Access Bank, sa femme et son fils, sont morts[33],[34].
  - l'avion d'affaire Bombardier Challenger 600 du Vol Hop-A-Jet 823 tente, après une double panne moteur, un atterrissage d'urgence sur l'autoroute Interstate 75 (Floride) à 5 km de l'aéroport municipal de Naples dans le nord de la Floride. Il percute un camion puis s'embrase. Deux des cinq occupants sont morts[35].
- 11 février : un avion d'entrainement G 120TP (en) de la force aérienne royale jordanienne de la King Hussein Air Base (en) a un accident. Les deux pilotes sont morts[36].
- 23 février : 
  - un hélicoptère Sikorsky UH-60A Black Hawk de la police nationale colombienne s'écrase près de Caramanta. Les quatre policiers à bords sont morts[37].
  - un avion-radar Iliouchine A-50 de l'armée de l'air russe est abattu par missiles au-dessus du district de Kanevskoy dans le Kraï de Krasnodar[38]. Il n'y a pas de survivants parmi l'équipage estimé par les médias russes à 10 personnes[39].
  - un hélicoptère d'attaque Boeing AH-64 Apache de la garde nationale des États-Unis s'écrase lors d'un entrainement près de Booneville (Mississippi). Les deux pilotes sont morts[40].
- 28 février : un hélicoptère Sikorsky S-92A de Bristow Norway AS s'écrase en mer du Nord au large de l'ile de Løno en Norvège. Un des six occupants est mort et les autres sont blessés[41].
- 29 février : un chasseur MiG-29 de la force aérienne birmane s'écrase lors d'une mission de combat dans la région de Magway. Le pilote s'est éjecté[42].

## Mars
- 2 mars : un avion construit en kit Van's Aircraft RV-10 (en) s'écrase prés de la ville de Barreiras au Brésil. Le pilote et les deux passagers sont morts[43].
- 4 mars : un avion léger Piper PA-32RT-300T Turbo Lance II s'écrase à la suite d'une panne moteur près de Nashville, Tennessee. La famille canadienne de 5 personnes à bord périt[44].
- 5 mars : un avion-école Cessna 172M Skyhawk entre en collision aérienne avec un avion de transport DHC-8-Q315 Dash 8 de la Safarilink Aviation (en) au-dessus du Parc national de Nairobi. Le Cessna s'écrase tuant ses deux occupants, le Dash 8 a pu atterrir à l'aéroport Wilson d’où il avait décollé[45].
- 6 mars : 
  - un hélicoptère Aérospatiale AS565 Panther de la Marine mexicaine décollant de la corvette ARM Benito Juárez (POLA-101) (en) de la classe Sigma s'écrase à 370 km des côtes de Michoacán dans l'océan Pacifique. Sur les 8 personnes à bord, 3 sont secourues, 5 sont mortes[46].
  - un avion taxi Piper PA-32 s'écrase au décollage de l'aérodrome de Diapaga au Burkina Faso. Sur les 7 occupants, 5 sont morts[47].
  - un avion Cessna 208B Grand Caravan de la police fédérale brésilienne s'écrase au décollage de l'aéroport de Belo Horizonte Pampulha. Deux des trois occupants sont morts[48].
- 8 mars : un hélicoptère Eurocopter UH-72 Lakota de la garde nationale aérienne du Texas s'écrase près de la ville de La Grulla. Un agent du Service des douanes et de la protection des frontières des États-Unis et deux militaires sont tués, un autre militaire blessé[49].
- 10 mars : un avion d'affaires IAI 1125 Astra SP s'écrase alors qu'il se déroutait vers l'aéroport de Hot Springs, dans le Comté de Bath (Virginie). Les 5 personnes à bord sont mortes[50].
- 12 mars : un avion de combat HAL Tejas de la force aérienne indienne s'écrase dans la ville de Jaisalmer dans le Rajasthan, en Inde. Le pilote s'est éjecté. C'est le premier accident concernant ce type d'avion[51].
- 12 mars : un avion de transport Iliouchine Il-76 de l’armée de l’air russe s'écrase peu après le décollage de la base aérienne d'Ivanovo après le décrochage d'un moteur. Les quinze personnes à bord sont mortes[52].
- 14 mars : un Canadair NF-5 de la patrouille acrobatique Türk Yıldızları de la force aérienne turque s'écrase sur un chantier de construction près de l’aéroport de Konya. Le pilote s'est éjecté, un ouvrier au sol a été tué[53].
- 29 mars : l’Aviation nationale du Venezuela signale qu’un avion ayant violé l’espace aérien national a été abattu au canon M61 Vulcan par un de ses F-16. Aucun détail n'a été divulgué sur l'interception et l'identité de l'avion détruit[54].

## Avril
- 11 avril : un hélicoptère Mil Mi-17 de la Défense aérienne des Forces armées révolutionnaires, entré en service en 1983, s'écrase sur le tarmac de l'aéroport de Santiago de Cuba tuant les trois membres d'équipage et deux gardes du corps de Raul Castro. Ce dernier étant en déplacement pour une cérémonie[55].
- 11 avril : un avion de combat Dassault Mirage 2000P de la Force aérienne du Pérou provenant de la base aérienne La Joya situé sur le Mariano Melgar Airport (en) s'écrase sur la pente ouest du volcan Pichu Pichu (Arequipa) lors d'un vol d'entrainement. Le pilote est mort[56].
- 11 avril : un hélicoptère léger d'entrainement Robinson R22 de la marine philippine s'écrase près de la ville de Cavite. Les deux pilotes sont morts[57].
- 18 avril : le commandant en chef des forces de défense du Kenya, Francis Omondi Ogolla (en), et neuf autres militaires meurent dans l'accident d'un hélicoptère Bell UH-1H Huey II[58], dans le comté d'Elgeyo-Marakwet (dans l'ancienne Vallée du Rift). Deux personnes ont survécu[59].
- 20 avril : deux hélicoptères Mitsubishi SH-60K de la force maritime d'autodéfense japonaise s'écrasent en mer au large de l'archipel d'Izu lors d'un exercice nocturne de lutte anti-sous-marine[60]. Les 8 membres d'équipage sont morts[61].
- 23 avril : un hélicoptère Eurocopter AS555SN Fennec avec un équipage de trois personnes et un AgustaWestland AW139 emportant sept personnes de la marine royale malaisienne entrent en collision lors d'une répétition pour un défilé aérien au-dessus de la base navale de Lumut, dans l'État de Perak. Les dix personnes à bord sont mortes[62].
- 26 avril : une série de tornades touche l’Iowa et le Nebraska faisant plusieurs blessés. L'aéroport Eppley d'Omaha est touché, quatre hangars et une trentaine d’avions légers, monomoteurs, bimoteurs et un jet Cirrus Vision SF50 sont détruits[63].
- 29 avril : un hélicoptère Mil Mi-17 du groupe aérien de l'Armée nationale colombienne s'écrase à Arenal (Bolívar), tuant les 9 militaires à bord[64].
- 29 avril : un Aero L-39C de l'Armée de l'air du Mali s'écrase peu après son décollage de l'aéroport de Ménaka. On pense que l’avion a été abattu par des terroristes de l’État islamique. Les deux pilotes, des sous-traitants russes, sont morts[65].
- 30 avril : un chasseur F-16 du 49th Wing de l'USAF s'écrase du Parc national des White Sands dans le Nouveau-Mexique. Le pilote s'est éjecté[66].

## Mai
- 6 mai : 
  - l'armée karenni, un mouvement de guérilla du Parti progressiste national Karenni, déclare avoir abattu un hélicoptère de transport Mil Mi-17 de la force aérienne birmane dans le township de Hpasawng, du district de Bawlakhe. Un ou deux pilotes seraient morts[67].
  - un hélicoptère Bell 430 (en) de la Marine équatorienne s'écrase en forêt à Santa Elena (Équateur). Les deux membres d'équipage sont morts[68].
- 8 mai : un avion de chasse F-16C de la Force aérienne de la république de Singapour s'écrase au décollage à l’intérieur des installations de la base aérienne de Tengah. Le pilote s'est éjecté en toute sécurité[69].
- 9 mai : un avion d'entraînement Yak-130 de l'Armée de l'air du Bangladesh a un réacteur qui prend feu et s'écrase dans le fleuve Borgang au sud de la ville de Chittagong. Les pilotes se sont éjectés[70] et un est mort de ses blessures[71].
- 19 mai : accident de l'hélicoptère Bell 212 transportant Ebrahim Raïssi, Président de la république islamique d'Iran ainsi que son ministre des affaires étrangères entrainant leurs morts ainsi que les sept autres personnes près de Varzaqan[72].
- 21 mai : le Boeing 777-312E assurant le vol Singapore Airlines 321 reliant Londres à Singapour, doit effectuer un atterrissage d'urgence à la suite de fortes turbulences à l'aéroport de Bangkok-Suvarnabhumi. Des dizaines de passagers ont été projetées au plafond, et un est décédé[73].
- 25 mai : le warbird Supermarine Spitfire Mk IX MK356 du Battle of Britain Memorial Flight (en) s'écrase près de RAF Coningsby en Angleterre. Le pilote est tué[74].
- 28 mai : un chasseur-bombardier F-35B sorti d'usine s’écrase dans les environs de l'aéroport international d'Albuquerque au Nouveau-Mexique. Le pilote qui s'est éjecté a dû être hospitalisé en raison de la gravité de ses blessures[75].

## Juin
- 7 juin : l'ancien astronaute américain Bill Anders s'écrase en mer alors qu'il effectuait des acrobaties aériennes à bord de son avion Beechcraft T-34 Mentor au large des Îles San Juan. Seul à bord, il meurt à l'âge de 90 ans[76].
- 10 juin : 
  - un Dornier 228 de la force aérienne du Malawi effectuant une liaison de Lilongwe à Mzuzu avec à son bord le vice-président du Malawi Saulos Chilima et neufs autres personnes s'écrase[77]. Les recherches sont en cours le 11 juin dans la Chikangawa Forest Reserve (en)[78].
  - un bombardier Soukhoï Su-34 s'écrase lors d'un vol d'entrainement dans une zone déserte en Ossétie du Nord, provoquant la mort des 2 membres d'équipage des forces aérospatiales russes[79].
- 30 juin : peu après son décollage pour un vol de tourisme de l'aérodrome de Lognes-Émerainville situé à l'est de Paris, en France, un Cessna 172 s'écrase sur le terre-plein central de l'autoroute A4[80]. Les trois occupants de l'appareil — le pilote et deux passagers — sont tués sur le coup ; aucun véhicule au sol n'est impliqué dans l'accident et l'autoroute est fermée dans les deux sens[80].

## Juillet
- 1er juillet : le vol Air Europa 045, un Boeing 787-9 Dreamliner d'Air Europa reliant Madrid à Montevideo, traverse de fortes turbulences. L'avion s'est ensuite dérouté vers l'aéroport international de Natal, au Brésil. 40 passagers ont été blessés et 11 hospitalisés[81].
- 12 juillet : 
  - l'avion de ligne Soukhoi Superjet 100 du vol Gazpromavia 9608 s'écrase dans une forêt non loin de la ville de Kolomna dans l'Oblast de Moscou lors d'un vol d'essai faisant suite à des travaux de réparation dans une usine de construction aéronautique à Lukhovitsy[82]. Les trois membres d'équipage à bord de l'appareil sont morts[83].
  - un avion d'entraînement Aermacchi M-346 Bielik de la Force aérienne polonaise s'écrase sur la base aérienne Gdynia-Kosakowo. Le pilote est tué[84].
  - un hélicoptère Harbin Z-9 de la force aérienne royale cambodgienne avec deux pilotes à bord disparaît dans la chaîne des Cardamomes[85].
- 15 juillet : l'avion de combat Lockheed Martin A-4AR Fightinghawk numéro C-926, du Grupo Aéreo 5 de Caza / I Escuadrón de la force aérienne argentine, s'écrase lors du décollage de l'aéroport de Villa Reynolds à Villa Mercedes. Le pilote est tué[86].
- 19 juillet : un avion d'entraînement Yak-52 de la force aérienne arménienne s'écrase à Eghvard. Les deux pilotes sont morts[87].
- 24 juillet : un hélicoptère bombardier d'eau Sikorsky CH-54 du corps des sapeurs pompiers italiens s'écrase à l'atterrissage à l'aéroport de Reggio de Calabre. Les deux pilotes sont hospitalisés pour examens[88].
- 24 juillet : un avion de transport régional à réaction Bombardier CRJ200 de Saurya Airlines s'écrase au décollage de l'aéroport international Tribhuvan au Népal lors d'un vol d'essai. 18 employés (17 népalais et un étranger) sont morts, le pilote, seul survivant, est blessé[89].
- 24 juillet : un avion de chasse Eurofighter Typhoon de l'Aeronautica Militare Italiana s'écrase a Douglas-Daly dans le Territoire du Nord australien lors d'un exercice. Le pilote s'est éjecté sain et sauf[90].
- 25 juillet : un hélicoptère d'attaque Mil Mi-28 de la force aérienne russe s'écrase dans l'Oblast de Kalouga. Les deux pilotes sont morts[91].
- 26 juillet : un Pilatus PC-12/47E, immatriculé N357HE, appartement a Haynie Enterprises, s'écrase au nord de Gillette (Wyoming). Le pilote et les six passagers, dont l'épouse du pilote, trois membres du groupe de gospel The Nelons (en), une assistante, sont morts[92].
- 27 juillet :
  - un bombardier Soukhoï Su-34 de la force aérienne russe s'écrase dans le district de Serafimovichsky dans l'oblast de Volgograd. Les deux pilotes se sont éjectés[93].
  - un hélicoptère de combat Mil Mi-24 de l'armée de l'air malienne a été lourdement endommagé par les tirs lors de la bataille de Tinzawatène et a dû faire un atterrissage d'urgence avant d’être abandonné[94].

## Août
- 2 août : un hélicoptère des forces armées birmanes s'écrase près de la Hmawbi Air Base (en) prés de Rangoun. Deux militaires sont morts dont le major général Tin Soe et le copilote, et deux blessés[95].
- 6 août : un hélicoptère d'attaque Mil Mi-28 de l'armée de l’air russe est attaqué par un drone piloté en immersion du Service de sécurité d'Ukraine entrant en collision avec son rotor anticouple lors de l'Incursion d'août 2024 dans l'oblast de Koursk. Selon des sources russes, l'appareil a pu faire un atterrissage d'urgence et a eu des dégâts mineurs[96].
- 7 août : 
  - un hélicoptère AS350B2 Écureuil de la compagnie Air Dynasty s'écrase sur une colline boisée du District de Nuwakot au Népal. Le pilote et les quatre passagers chinois sont morts[97].
  - un hélicoptère d'attaque Boeing AH-64E Apache de l'US Army Aviation en mission d'entraînement s'écrase à Fort Novosel dans l'Alabama. L'instructeur est tué, l'élève pilote est légèrement blessé[98].
- 8 août : un avion cargo de Havilland Canada DHC-5 Buffalo rate son atterrissage sur la piste de Pieri Payam dans l'État de Jonglei au Soudan du Sud. Il percute un bâtiment. Trois personnes au sol sont tués et l'avion détruit[99].
- 9 août : 
  - un avion de transport régional ATR 72-500 du vol Voepass Linhas Aéreas 2283 effectuant un vol intérieur au Brésil avec soixante-deux personnes à bord s'écrase sur un bâtiment résidentiel, près de São Paulo, au Brésil, aucun survivant n'est retrouvé dans l'avion[100].
  - un avion-taxi Piper PA-31-350, construit en 1977, s'écrase dans la région d'Aysén au Chili. Le pilote et les six passagers sont morts[101].
- 14 août : Deux avions de chasse Dassault Rafale, un C et un B, de l'Escadron de transformation Rafale 3/4 Aquitaine de la base aérienne 113 Saint-Dizier-Robinson  sont entrés en collision en vol dans le secteur de Colombey-les-Belles en Meurthe-et-Moselle. Le pilote du Rafale C s'est éjecté avant l'impact et est sain et sauf. L'épave du Rafale B a été retrouvée sur la commune d'Harmonville, l'instructeur et l'élève pilote qui se trouvaient à bord sont morts[102],[103].
- 15 août : un bombardier Tupolev Tu-22M3 de l'armée de l'air russe s'écrase à Mikhaïlovka (raïon de Mikhaïlovka, kraï du Primorié). Les quatre membres d'équipage sont hospitalisés, un meurt le lendemain de ses blessures[104].
- 16 août : un avion de collection Fouga Magister s’est écrasé en mer au large du Lavandou lors d'un meeting aérien à l’occasion du 80e anniversaire du Débarquement de Provence. Le pilote est décédé[105].
- 22 août : le Thai Flying Service Flight 209 (en), un avion-taxi Cessna 208B Grand Caravan effectuant un vol charter entre l'aéroport de Bangkok-Suvarnabhumi et une île au large de Ko Kut, s'écrase dans le district Amphoe Bang Pakong en Thaïlande peu après le décollage. Les neuf occupants sont morts[106].
- 25 août : un avion de chasse General Dynamics F-16AM Fighting Falcon de la force aérienne ukrainienne s’écrase durant une mission d’interception entrainant la mort de son pilote. On allègue un tir ami de la part d'un missile sol-air MIM-104 Patriot. Le commandant de l'armée de l'air ukrainienne Mikola Olechtchouk est limogé le 30 août.
- 29 aout : un missile sol-air Pantsir des forces irakiennes abat un drone turc TAI Aksungur près de Kirkouk[107].
- 30 août : un hélicoptère Eurocopter AS 350B3 Ecureuil participant à la lutte contre un incendie s'écrase dans le Douro dans la municipalité de Lamego au Portugal. Cinq militaires d'une unité de protection civile de la Garde nationale républicaine portugaise sont morts, le pilote est blessé[108].
- 31 août : un hélicoptère Mil Mi-8T, transportant 22 personnes, 3 membres d’équipage et 19 touristes, de la compagnie russe Vityaz-Aero s'écrase a 900 m d'altitude en survolant le volcan Vachkazhets dans le raïon de Ielizovo au Kamtchatka. Il n'y a pas de survivants[109].

## Septembre
- 8 septembre : un hélicoptère Bell UH-1H de la Force aérienne salvadorienne s'écrase à Pasaquina au Salvador. Les neufs personnes à bord dont le directeur de la police nationale civile, quatre autres policiers, trois militaires, un directeur de banque accusé de détournement de fonds et un journaliste, sont morts[110].
- 10 septembre : un avion de chasse Dassault Mirage 2000-5EI appartenant à la 2e Escadre de chasse tactique de la Force aérienne de la république de Chine s'abîme en mer dans le détroit de Taïwan, alors qu’il venait de décoller de la base aérienne de Hsinchu. Ayant pu s’éjecter, son pilote, un capitaine, a été retrouvé légèrement blessé par la garde côtière[111].
- 11 septembre : un avion de combat Soukhoï Su-30SM de l'aviation navale russe s'écrase en Mer noire alors qu'il effectuait une mission d'attaque contre l'Ukraine. Les deux pilotes sont morts. La Direction générale du renseignement du ministère de la Défense ukrainien prétend l'avoir abattu[112].
- 13 septembre : un avion d'entraînement Aero L-39ZA de la force aérienne bulgare s'écrase lors d'une répétition de voltige aérienne pour un meeting près de la base aérienne comte Ignatiev. Les deux pilotes sont morts[113].
- 16 septembre : un Extra 300LX de la patrouille aérienne jordanienne Royal Jordanian Falcons effectue un atterrissage d'urgence dans un champ près du village de Bleid, dans la province de Luxembourg, dans le sud de la Belgique. Les deux occupants sont grièvement blessés[114]. L'appareil faisait partie d'une formation de quatre avions qui effectuait des manœuvres dans le but de préparer le spectacle aérien du Sanicole Airshow à l'aérodrome de Léopoldsbourg (en). Pour ce faire, la patrouille était temporairement hébergée à la base aérienne de Kleine-Brogel[115].
- 28 septembre : 
  - un hélicoptère Mil Mi-8 effectuant un vol charter pour transporter des travailleurs pétroliers de la société Mari Petroleum (en) s'écrase près du champ pétrolier de Shiwa, au Waziristan, au nord-ouest du Pakistan. Il y avait à bord 11 passagers locaux et 3 membres d'équipage russes. Trois passagers et les trois membres d'équipage sont tués, les huit autres passagers sont blessés[116].
  - un avion léger Cirrus SR22 G6 s'écrase à l’atterrissage sur le First Flight Airport de Kill Devil Hills, une ville du comté de Dare en Caroline du Nord. Les cinq occupants sont tués[117].
- 29 septembre : un hélicoptère Bell UH-1H-II Huey II de la force aérienne colombienne s'écrase à Cumaribo en Colombie durant une mission d’évacuation médicale. Les huit militaires à bord sont tués[118].

## Octobre
- 3 octobre : un avion d'attaque léger Yakovlev Yak-130 de la Force aérienne de l'Armée de libération populaire du Laos tentant un retournement s'écrase dans la province de Xieng Khouang. Les deux pilotes sont morts[119].
- 4 octobre : un avion de combat EF-18A+ de l'armée de l’air espagnole s'écrase près de Peralejos dans la Province de Teruel lors d'un vol d'entrainement. Le pilote est tué[120].
- 6 octobre : 
  - un drone de combat Soukhoï S-70 Okhotnik-B est abattu par un avion de chasse russe lors d'un tir ami avec un missile air-air à une quinzaine de kilomètres derrière les lignes de front ukrainiennes à Kostiantynivka, probablement après que la communication avec lui ait été perdue[121].
  - un hélicoptère Mil Mi-24 ou Mi-35 de l'Armée de l'air togolaise piloté par des biélorusses s'écrase dans la base militaire de Nioukpourma près de Dapaong dans le canton de Tami (Togo). Plusieurs blessés sont indiqués[122].
- 7 octobre : un avion de tourisme de type Cirrus s'écrase à La Bretonnière La Claye. Les deux occupants sont décédé.
- 8 octobre : un avion de tourisme Beechcraft 95-55 Baron s'écrase peu après son décollage de l’aérodrome d'Avalon (Californie). Les cinq occupants sont morts[123].
- 9 octobre : un avion de combat McDonnell Douglas F/A-18 Hornet de la Force aérienne koweïtienne en vol d'entrainement s'écrase dans le nord du Koweït. Le pilote est tué[124].
- 11 octobre : un avion Air Tractor AT-502B utilisé comme bombardier d'eau s'écrase près de Ouro Preto dans l'État brésilien  du Minas Gerais entrainant la mort de son pilote ; un hélicoptère Airbus Helicopters H145 du Service des incendies de Minas Gerais envoyé en mission de secours s'écrase ensuite sur une chaîne de montagnes[125]. Les six occupants, quatre pompiers, une infirmière et un médecin, sont tués[126].
- 15 octobre : un avion de combat Boeing EA-18G Growler du VAQ-130 de l'US Navy s'écrase sur le flanc est du Mont Rainier dans l'État de Washington. Les deux femmes pilotes sont déclarées mortes le 21 octobre[127].
- 20 octobre : 
  - un avion de Havilland Canada DHC-6 Twin Otter s'écrase alors qu'il est en approchant de la piste 27 à l'aéroport de Bumi Panua Pohuwato, dans la province Gorontalo en Indonésie, tuant les quatre occupants[128].
  - un hélicoptère Robinson R44 privé, décollant de l'aéroport d'Ellington, percute une tour de transmission à Houston au Texas. Les quatre occupants sont morts.
- 22 octobre : les Forces de soutien rapide abattent à al-Malha, au nord du Darfour, un avion de transport Iliouchine Il-76, tuant l'équipage de 5 personnes parmi lesquelles 2 Russes dont un trafiquant d'armes anciennement associé à Victor Bout, et 3 officiers de l'armée soudanaise dans le cadre de la guerre civile soudanaise. Les circonstances restent floues au 25 octobre, l'appareil appartenait à la compagnie kirghize New Way Cargo participant à un pont aérien des Émirats arabes unis ravitaillant cette faction mais la compagnie déclare que le contrat de location s'est terminé en janvier 2024[129]. Il semble qu'il opérait depuis pour les Forces armées soudanaises[130].
- 23 octobre : un avion Embraer EMB-121 Xingu en mission sanitaire s'écrase dans une forét de Santa Branca dans l'État de São Paulo. Les 5 occupants sont morts[131].
- 24 octobre : un hélicoptère Sikorsky S-76C+, exploité par East Wind Aviation et affrété par la Nigerian National Petroleum Corporation, s'abime en mer au large de Port Harcourt dans le Golfe de Guinée alors qu'il se dirigeait vers une unité flottante de production, de stockage et de déchargement. Les huit personnes à bord sont mortes[132].
- 25 octobre : un avion Antonov An-2 de pulvérisation antiparasitaire heurte à l’atterrissage un tuk-tuk transportant 15 personnes traversant la piste d'un village du Triangle d’Al-Fashaga au Soudan. Quatre passagers du véhicule sont tués et huit blessés[133].
- 26 octobre : 
  - un hélicoptère-ambulance Mil Mi-2 s'écrase dans une forêt dans l'Oblast de Kirov, les quatre personnes à bord sont mortes[134].
  - un hélicoptère de combat Mil Mi-28 de la force aérienne russe s'abime en mer dans le détroit de Kertch en mer Noire. Les deux pilotes sont morts[135].
- 30 octobre : un hélicoptère de combat Mil Mi-24 de la Force aérienne de la république démocratique du Congo piloté par des étrangers s'écrase sur l'aéroport de Ndolo à Kinshasa. Les trois membres d'équipage sont morts[136].

## Novembre
- 1er novembre : un hélicoptère léger Robinson R44 privé s'écrase près de Iowa (Louisiane). Un couple et leur petite fille sont morts[137].
- 4 novembre :
  - un autogire du Forces terrestres du corps des gardiens de la révolution islamique s'écrase en opération de combat à Sirkan (en) dans la province de Sistan-et-Baloutchistan. Le pilote et un général de brigade sont morts[138].
  - un avion de combat MiG-29 de la force aérienne indienne s'écrase prés d'Agra dans l'État de l'Uttar Pradesh. Le pilote s'est éjecté sain et sauf[139].
- 5 novembre : 
  - premier accident mortel d'un avion d'affaires Honda HA-420 HondaJet lorsqu'un appareil rate son décollage depuis l'aéroport de Mesa-Falcon Field à Phoenix (Arizona). Il percute un tout-terrain de loisir en sortant de la piste causant la mort de quatre de ces cinq occupants et du chauffeur du véhicule. Le pilote est grièvement blessé[140].
  - un hélicoptère de la force aérienne égyptienne s'écrase lors d'un entrainement dans le secteur de Shalofa dans le gouvernorat de Suez. Les deux pilotes sont morts[141].
- 6 novembre : un avion d'entrainement Yakovlev Yak-130 de la force aérienne vietnamienne n'arrivant pas sortir son train d’atterrissage s'écrase sur un champ de tir du district de Tây Sơn. Les deux pilotes se sont éjectés[142].
- 9 novembre : un avion cargo Boeing 737-400SF de la compagnie aérienne brésilienne Total Linhas Aéreas (en) (SF) est détruit par un incendie après son atterrissage d’urgence à l’aéroport international de São Paulo/Guarulhos au Brésil. L'équipage est sain et sauf[143].
- 21 novembre : un avion léger Diamond DA42 du Centre d'Instruction des Pilotes de Ligne des Forces royales air marocaine s'écrase sur l'aéroport de Benslimane dans la région de Casablanca-Settat. Les deux pilotes sont morts[144].
- 25 novembre : 
  - un avion-cargo Boeing 737-400 de la compagnie espagnole Swiftair affrété par DHL s'écrase lors de son approche pour atterrir à l'aéroport international de Vilnius. Un membre de l’équipage est mort et une maison a été incendiée.
  - un Cessna U206G Stationair II s'écrase contre la montagne Cerro Pico Blanco (en) dans la province de San José au Costa Rica. Cinq des six personnes à bord sont tuées et la dernière grièvement blessée[145].
- 26 novembre : un avion-école Diamond DA20C-1 Eclipse de la Force aérienne équatorienne s'écrase sur une voiture et une moto dans une avenue de La Libertad (Équateur). Les deux pilotes sont morts, et les deux occupants des véhicules au sol sont blessés[146],[147].

## Décembre
- 20 décembre : un hélicoptère de transport Sikorsky CH-53E Super Stallion du HMH-466 de l'Aviation Corps des Marines des États-Unis est détruit près de Marine Corps Base Camp Pendleton, en Californie. L'hélicoptère a atterri après un incendie moteur. Les quatre membres d'équipage ont réussi à s'échapper en toute sécurité de l'hélicoptère en feu[148].
- 22 décembre :
  - un avion privé Piper Cheyenne 400 s'écrase dans une zone commerciale de la ville de Gramado au Brésil. Les dix membres d'une même famille à bord périssent et dix-sept autres personnes ont été blessées au sol, dont deux grièvement[149].
  - un avion Cessna T207A Turbo Stationair 7 s'écrase dans une forêt au sud de la ville de Quitupan (en) dans l’état de Jalisco au Mexique. Les sept personnes à bord sont mortes[150].
  - un hélicoptère ambulance Eurocopter EC-135 s'écrase sur l'hôpital de Muğla en Turquie. Les quatre personnes à bord sont mortes[151].
  - durant la crise de la mer Rouge, le croiseur USS Gettysburg (CG-64) de la classe Ticonderoga en mer Rouge, « a tiré par erreur […] et touché » un avion de combat Boeing F/A-18F Super Hornet du VFA-11 qui avait décollé du porte-avions USS Harry S. Truman (CVN-75). Les deux pilotes ont survécu[152].
- 23 décembre : un avion de ligne Airbus A220 effectuant le vol SWISS LX1885 Bucarest-Zurich à effectué un atterrissage d'urgence à Graz en Autriche à la suite d'un problème technique et de la fumée dans le cockpit et la cabine. Un des membres d'équipage est décédé après une semaine passé aux soins intensifs. Trois autres membres et 12 passagers ont reçu des soins et contrôles sanitaires[153].
- 25 décembre : un avion de ligne Embraer 190 du vol Azerbaijan Airlines 8243 s'écrase lors d'un atterrissage d'urgence près de la ville d'Aktaou dans le Kazakhstan avec 67 personnes à bord. Le bilan définitif fait état de 29 survivants et 38 morts[154].
- 29 décembre : un avion de ligne Boeing 737-800 du vol Jeju Air 2216 s'écrase lors d'une sortie de piste au moment de l'atterrissage à l'aéroport international de Muan avec 181 personnes à son bord. Le bilan définitif fait état de 179 morts et 2 survivants[155]. Les causes de l'accident restent pour l'instant inexpliquées, mais les secours privilégient l'hypothèse d'une collision avec des oiseaux, ainsi que des conditions météorologiques défavorables[156]. Toutefois, les boîtes noires de l'appareil ont cessé d'enregistrer quatre minutes avant l'accident, compliquant ainsi l'enquête[157].